# Honda N600
Pour les articles homonymes, voir N600.

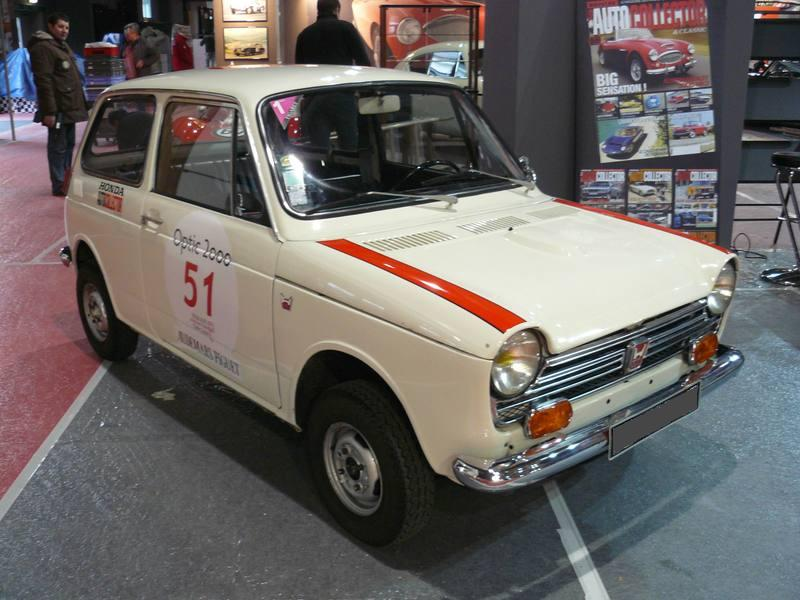
Honda N600 de 1968

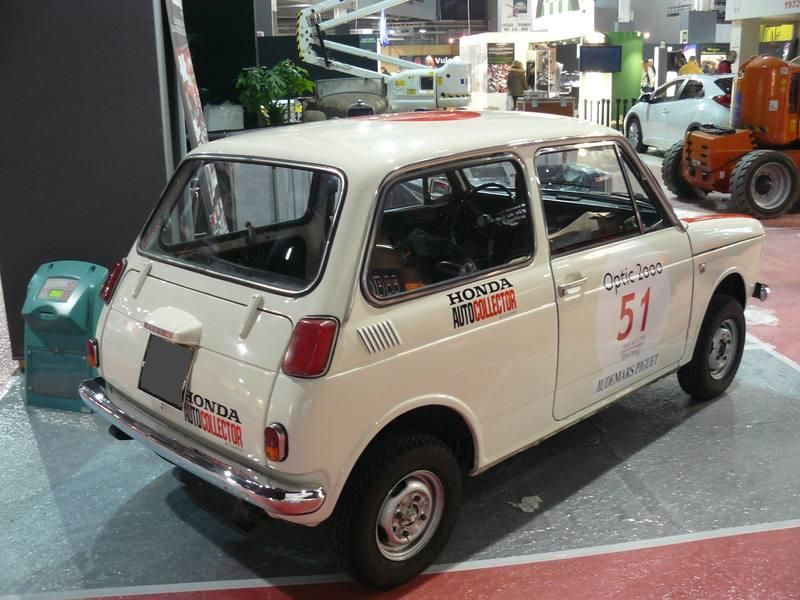
Honda N600 de 1968

La Honda N600 est une keijidōsha produite par Honda entre 1967 et 1973 qui succède à la Honda N360. Il s'agit d'une petite traction avec un moteur 2 cylindres allant jusqu'à 45 ch. Elle possède un essieu arrière rigide avec ressorts à lames et des disques de frein à l'avant. La vitesse maximale de la N600 est de 129 km/h et le 0 à 100 km/h est abattu en 24 secondes. Ces performances sont dues à un rapport poids/puissance avantageux grâce à des dimensions réduites et l'utilisation de pièces en plastiques tel le hayon arrière.
La Honda N600 fut la première Honda importée aux États-Unis en 1969. La production de la N600 fut arrêtée en 1972 à la sortie de la Honda Z600.